# 増田優一
増田 優一（ますだ ゆういち、1951年11月27日 - ）は、日本の官僚。国土交通事務次官などを歴任。退官後は中日本高速道路株式会社代表取締役副社長グループCCOを務めた。
京都市副市長時には京都広場の命名式に立ち会った。

## 人物・経歴
石川県能美市出身。石川県立小松高等学校・東京大学法学部卒業後、1975年建設省入省。
- 1975年（昭和50年）4月 - 建設省入省[3]
- 2004年7月 - 国土交通省道路局次長[3]
- 2006年7月 - 内閣府政策統括官（防災担当）[3]
- 2007年7月 - 国土交通省都市・地域整備局長[3]
- 2008年7月 - 国土交通省大臣官房長[3]
- 2009年7月 - 国土交通省総合政策局長[3]
- 2010年8月 - 国土交通審議官[3]
- 2013年8月 - 国土交通事務次官[4]
- 2014年7月 - 国土交通省顧問[3]
- 2014年12月 - 東京海上日動火災保険株式会社顧問[3]
- 2016年6月 - 中日本高速道路株式会社代表取締役専務執行役員総務本部長兼倫理・法令遵守担当（CCO）兼グループCCO[5][3]。
- 2018年6月 - 中日本高速道路株式会社代表取締役副社長執行役員総務本部長兼倫理・法令遵守担当（CCO）兼グループCCO[3]
- 2022年6月 - 中日本高速道路株式会社代表取締役副社長執行役員総務本部長兼倫理・法令遵守担当（CCO）兼グループCCO退任 [6]
- 2022年11月 - 瑞宝重光章受章[7]。